# Hannah Montana: The Movie (banda sonora)
Hannah Montana: The Movie —en español: Hannah Montana: La Película— es la banda sonora de la película del mismo nombre. La película es una adaptación de la popular serie original de Disney Channel Hannah Montana, que se emitió por primera vez en 2006. En la serie de televisión y la película, la cantante y actriz estadounidense Miley Cyrus interpreta a Miley Stewart, una chica con una doble vida secreta como la estrella del pop Hannah Montana. Cyrus interpreta 12 de las 18 canciones del álbum, siete de las cuales se le acreditan a Hannah Montana. Los artistas estadounidenses Billy Ray Cyrus, Taylor Swift y Rascal Flatts y el artista inglés Steve Rushton también tienen canciones en la banda sonora. Las canciones «Butterfly Fly Away» (en su versión extendida) y «Back to Tennessee», interpretadas por Billy Ray Cyrus y Miley Cyrus, fueron incluidas en el nuevo álbum del primero de estos, Back to Tennessee.
Este álbum fue lanzado el 24 de marzo de 2009 en Estados Unidos y el 28 de marzo en México por Walt Disney Records.[cita requerida] Todas las canciones del álbum fueron aprobadas por el director de la película, Peter Chelsom. Sintió que la película necesitaba música que estuviera estrechamente entretejida en la trama de la película y el trasfondo del personaje. Varios productores trabajaron en el álbum, principalmente John Shanks y Matthew Gerrard. Shanks estaba más involucrado con Cyrus que los otros artistas. Mientras tanto, Gerrard produjo las canciones de Cyrus como Montana; anteriormente escribió su exitosa canción «The Best of Both Worlds» (2006). Un remix de «The Best of Both Worlds» se presenta como pista de cierre del álbum. Musicalmente, el álbum fusiona fuertes influencias del pop y el country. Los compositores incluyen a Cyrus, Gerrard y Swift, entre otros. Las letras de las canciones hablan principalmente sobre los temas de la película, la fama, la familia y el amor.
Los críticos contemporáneos quedaron satisfechos con el álbum. Cyrus fue elogiada por ser natural y reflejada mientras actuaba como ella misma. También felicitaron la actuación de Swift y debatieron si ella o Cyrus eran más dominantes. El disco fue nominado como la banda sonora favorita en los Premios American Music de 2009, pero perdió frente a la banda sonora de Crepúsculo. Hannah Montana: The Movie alcanzó los diez primeros en muchas naciones y encabezó las listas en países como Austria, Canadá y Nueva Zelanda. En los Estados Unidos, alcanzó el puesto #1 en el Billboard 200 y en la lista Billboard Top Country Albums. En mayo de 2009, la Recording Industry Association of America (RIAA) certificó el álbum como platino y hasta la fecha el disco tiene 3 millones de ventas certificadas. El álbum fue promocionado a través de lanzamientos exclusivos para Radio Disney y presentaciones en vivo en numerosos lugares. Cyrus interpretó cuatro canciones del álbum en su primera gira mundial de conciertos Wonder World Tour.
El primer sencillo lanzado por Miley Cyrus (acreditada como ella misma) «The Climb», es su primer lanzamiento en las radios country como artista solista. La canción debutó en la posición #6 en los Billboard Hot 100 en marzo. El segundo sencillo, «Hoedown Throwdown», (como Miley Stewart) fue publicado el 10 de marzo de 2009 como un sencillo exclusivo de Radio Disney en iTunes, el cual hasta el momento ha ganado un disco de oro en Australia. El tema vendió 1'300.000 descargas en los Estados Unidos hasta julio de 2013.

## Composición y desarrollo

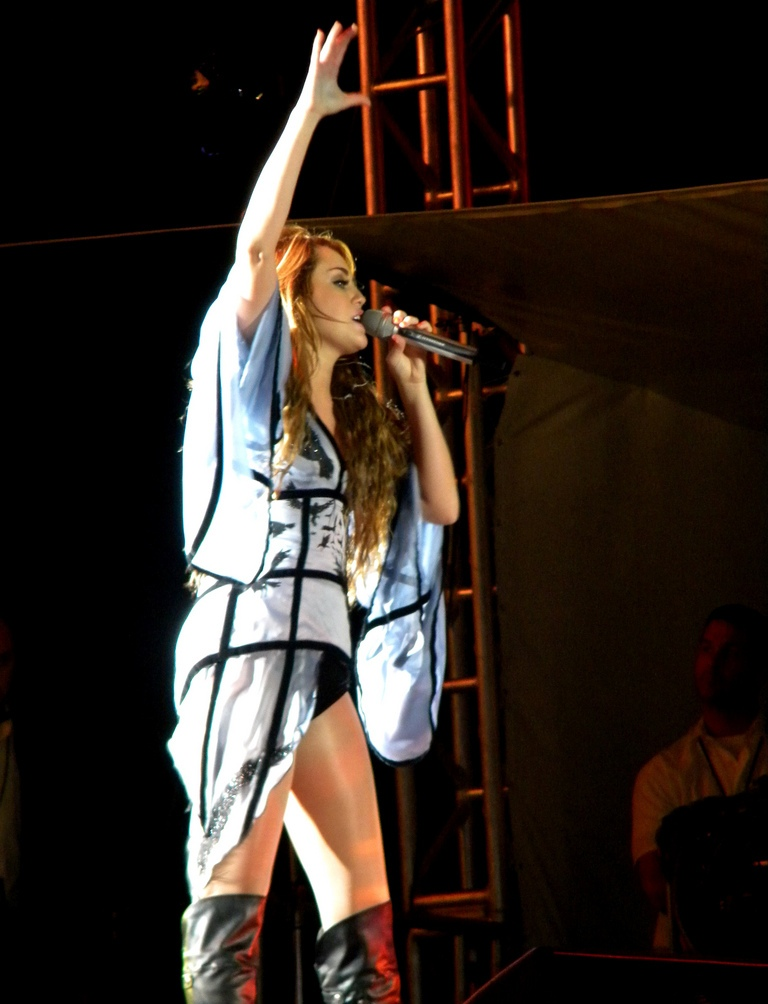
Cyrus interpretando «The Climb» en su Gypsy Heart Tour de 2011.

La mayoría de las canciones de la banda sonora se ofrecieron a Peter Chelsom, el director de la película, para que las incluyera en la película. El productor Alfred Gough dijo: "Peter Chelsom describe a la familia Stewart [la familia del personaje de Cyrus en la película] como una familia bilingüe cuyo segundo idioma es la música, y eso es muy cierto en esta película". Chelsom dice que las numerosas canciones de la película son estrechamente entretejido en la trama de la historia y los personajes, razón por la cual cree que la película se sentirá como un musical sin serlo. "Bailamos continuamente muy cerca de la convención de un musical, pero estamos más integrados. Las canciones se ubicarán dentro de la película, no aparte de la película. A veces, no notarás que la música está sucediendo; simplemente se moverá la historia a lo largo".
Con respecto a las canciones de Cyrus, Chelsom dijo: "Nos dimos cuenta de que esta era una oportunidad para avanzar con la música, actualizarla y hacerla más sofisticada, para adaptarse a la edad de Miley. Nunca he tenido una mejor experiencia musical en ningún otra película". Cyrus señaló que la mayoría de las canciones incluidas en la banda sonora estaban inspiradas en el regreso del personaje de Cyrus, Miley Stewart/Hannah Montana, a sus raíces de Nashville. Explicó: "La banda sonora tiene que ver con Nashville, y de ahí soy, esas son mis raíces. Creo que esa es gran parte de la razón por la que soy quien soy". Cyrus coescribió «Don 't Walk Away» porque iba a ser incluido en su propio álbum de estudio Breakout (2008). «Hoedown Throwdown», una canción en la que Cyrus invita pasos de baile, tomó mucho tiempo para escribir. Se convirtió en una colaboración continua entre Chelsom, Cyrus, el coreógrafo Jamal Sims y los escritores de la canción, Adam Anders y Nikki Hasman.
Jessi Alexander dijo que se inspiró para escribir «The Climb» mientras conducía a la casa de su compañero de composición, Jon Mabe. Una vez que llegó, decidieron escribir una canción sobre la superación de obstáculos. Alexander se refirió al proceso como una forma de "terapia". Inicialmente, se la habían ofrecido a varios artistas hasta que Chelsom lo eligió y se lo ofreció a Cyrus. Bajo el nombre de Hannah Montana, Cyrus interpreta la canción «Let's Do This», que originalmente fue escrita y grabada por el cantante de country estadounidense Adam Tefteller. La última pista es una versión remezclada del éxito de Cyrus «The Best of Both Worlds» (2006). La canción se utiliza como tema principal del programa de televisión de Disney Channel Hannah Montana, la base de la película, y se lanzó originalmente en la primera banda sonora de la serie de televisión.
Varios otros artistas aparecen en la banda sonora. La canción de Billy Ray Cyrus en el álbum, «Back to Tennessee», es la canción principal de su undécimo álbum de estudio. Escrita por Cyrus, Tamara Dunn y Matthew Wilder, la canción refleja el deseo tanto de Cyrus como de su personaje en la película, Robbie Ray Stewart, de volver a sus raíces. El artista de Disney Steve Rushton canta «Everything I Want» y «Game Over». Rascal Flatts interpreta versiones acústicas de esfuerzos anteriores publicados originalmente en Feels Like Today (2004) y Me and My Gang (2006). Cuando se le propuso participar en la banda sonora, Taylor Swift envió su balada «Crazier» porque "era perfecta para enamorarse". Swift también escribió la canción de apertura «You'll Always Find Your Way Back Home» con Martin Johnson de Boys Like Girls.

## Contenido musical

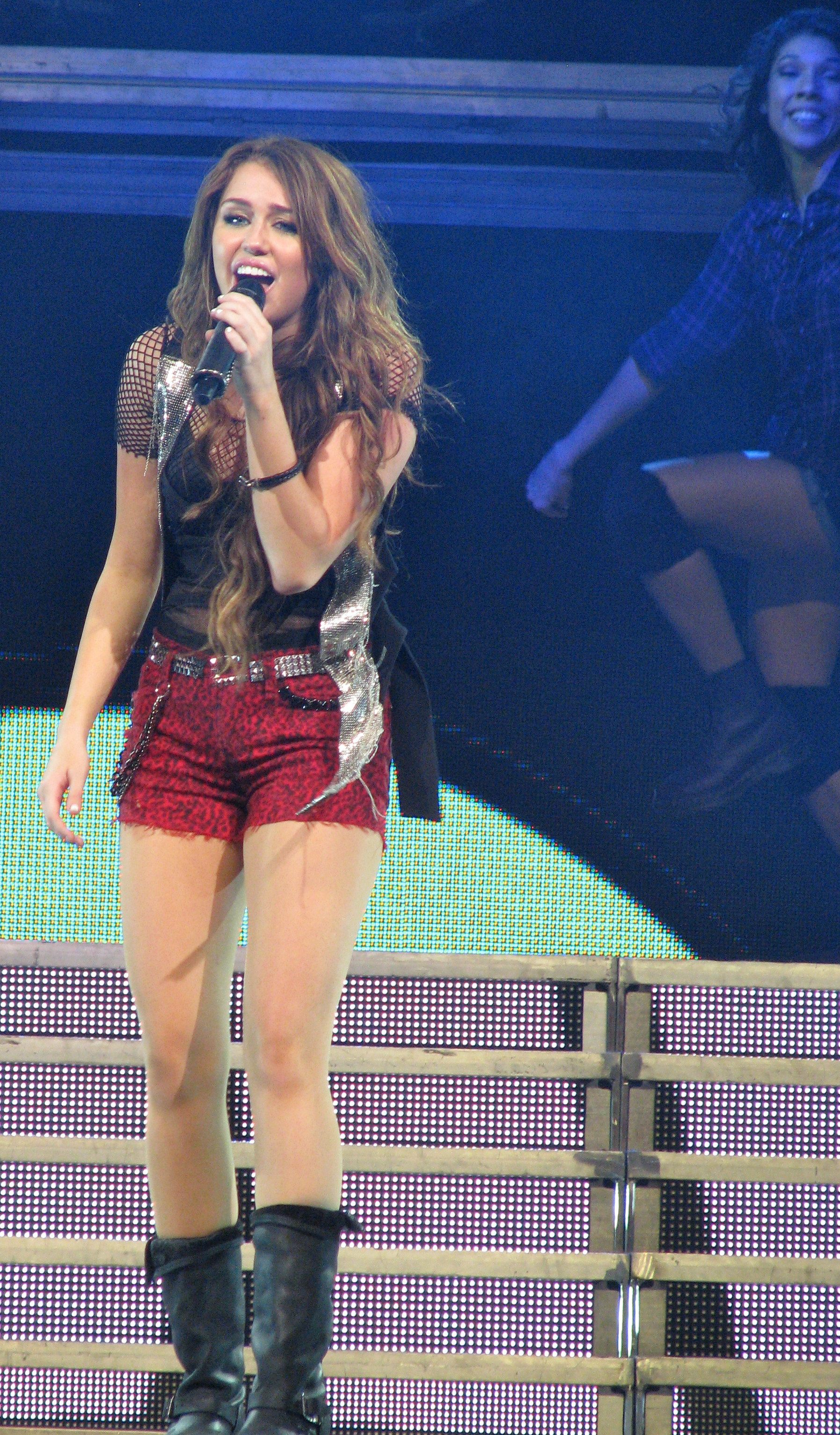
Cyrus interpretando «Spotlight» durante su gira Wonder World Tour en 2009.

Musicalmente es un álbum pop y country. Según About.com, cada una de las canciones de Cyrus incorpora su "tono ronco". Las canciones de ritmo rápido son interpretadas principalmente por Montana y las baladas se mantienen al mínimo. Canciones como «You'll Always Find Your Way Back Home», «Let's Get Crazy» y «Spotlight» son las más fieles al pop. «Let's Get Crazy» lleva un groove y crea un ritmo a partir de los flashes de los paparazzi. Las canciones de Cyrus son más de medio tiempo. «Hoedown Throwdown» es una canción de baile instructiva que mezcla country y hip-hop. «The Climb» tiene voces sólidas y claras y es una poderosa balada estándar que coloca solos de piano entre guitarras eléctricas. «Crazier» es una balada de vals que tiene a Swift en una voz de soprano relajada.
Líricamente, el álbum explora una variedad de conceptos. Con la excepción de «You'll Always Find Your Way Back Home», que habla sobre mantenerse conectado a tierra y depender de la familia, las canciones de Montana describen el "mundo deslumbrante" y los privilegios de una celebridad. «Let's Get Crazy» se centra en divertirse en una fiesta. 
«The Good Life» es una "dulce celebración de los bolsos Gucci y los zapatos Prada". «The Best of Both Worlds» alude explícitamente a la doble vida del personaje de Cyrus como Montana: una adolescente normal que se mudó de Nashville, Tennessee a Malibú, California durante el día y una estrella del pop durante la noche. En la canción, Montana habla de los privilegios y ventajas que se enfrentan al llevar dos vidas con referencias a Orlando Bloom, conciertos, amistad y estrenos cinematográficos. Las canciones que Cyrus interpreta como ella misma son más reflexivas, personales y sentimentales. «Hoedown Throwdown» es un tributo a la diversión hogareña. «The Climb» describe la vida como un viaje difícil pero gratificante. «Butterfly Fly Away» es un dúo de padre e hija de Miley y Billy Ray Cyrus sobre la mayoría de edad. En «Back to Tennessee», Billy Ray Cyrus lamenta dejar Tennessee. El grupo de country Rascal Flatts ofrece una versión acústica de «Backwards» y «Bless the Broken Road» con la Orquesta Juvenil del Condado de Williamson.

## Sencillos
«The Climb» fue lanzada como el sencillo principal del álbum el 21 de febrero de 2009, a través de distribución digital. La canción fue apreciada por la crítica por su contenido lírico y la fuerte voz de Cyrus. Alcanzó el éxito comercial y alcanzó el Top 10 en las listas de los Estados Unidos, Australia, Canadá y Noruega, además de llegar al top veinte en muchos otros países. En los Estados Unidos, la canción encabezó la lista Hot Adult Contemporary Tracks durante quince semanas consecutivas.
Sencillos promocionales
Después del lanzamiento de la banda sonora, Disney envió canciones promocionales.
«Hoedown Throwdown» fue lanzado como sencillo exclusivo de Radio Disney el 10 de marzo de 2009. La canción logró tener éxito comercial al llegar al top diez del Irish Singles Chart y al top veinte en numerosas regiones.
«Crazier» se estrenó en Radio Disney y Disney Channel, este último promoviendo el estreno en casa de la película. La canción se ubicó en el #17 en el Billboard Hot 100, sesentaicuatro en el Australian Singles Chart, sesentaisiete en el Canadian Hot 100, y cien en el UK Singles Chart.
Otras canciones
«You'll Always Find Your Way Back Home» alcanzó el #66 en el Canadian Hot y el número ochentaiuno en el Billboard Hot 100.

## Recepción comercial

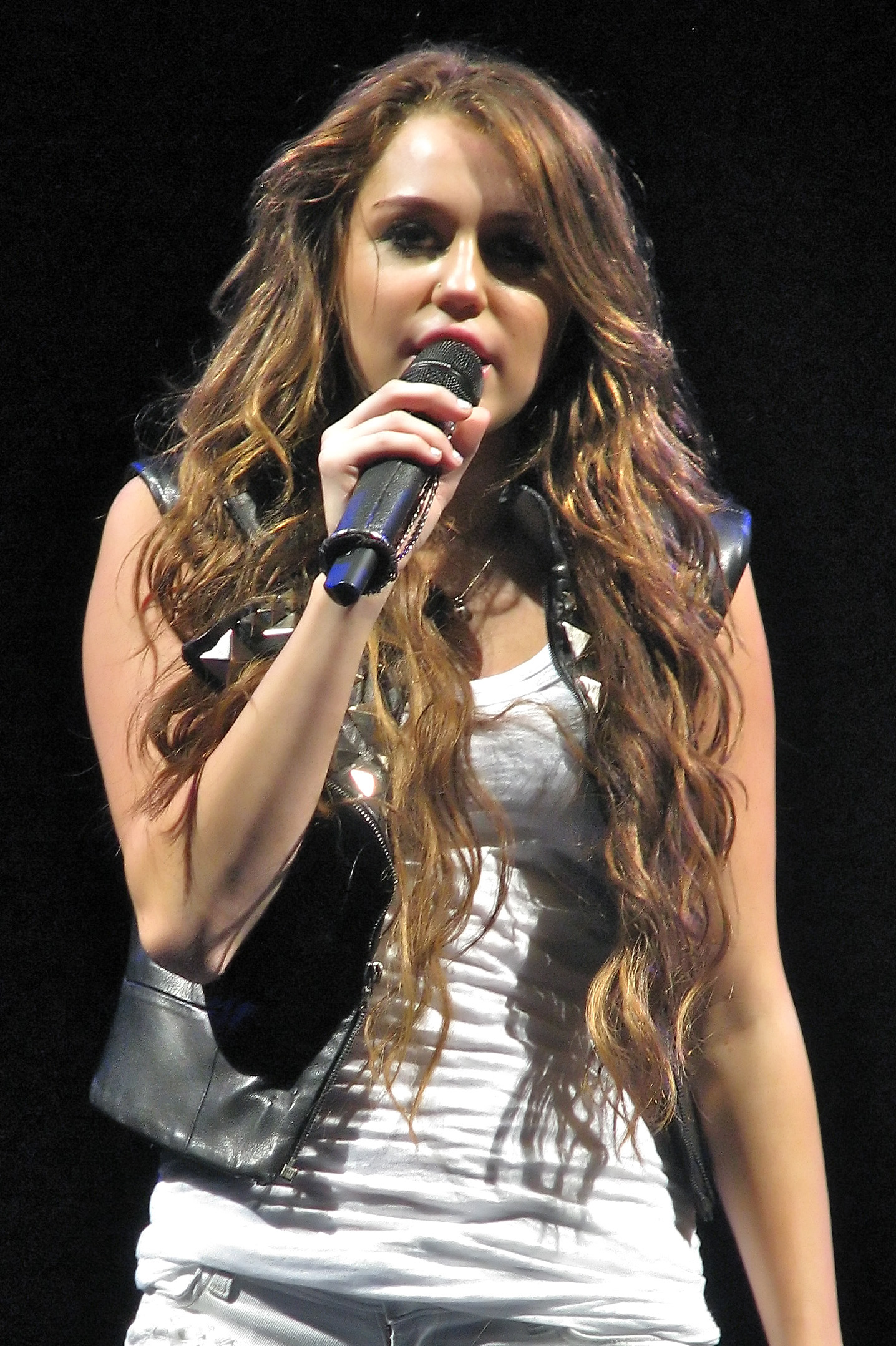
Miley Cyrus cantando en un concierto

Hannah Montana: The Movie debutó en el Billboard 200 en el puesto número dos con 139.000 copias vendidas en la fecha de publicación del 11 de abril de 2009. Después de cuatro semanas de ascender y descender en la lista, el álbum alcanzó la posición número uno, convirtiéndose en la primera banda sonora del año en encabezar el Billboard 200. En su cuarta semana, el álbum vendió 133.000 copias, una disminución del 32 por ciento en comparación con las 196.000 de la semana anterior. También encabezó la lista Top Country Albums durante nueve semanas no consecutivas y la lista Top Soundtracks durante diecinueve semanas no consecutivas, ambas de Billboard. Después de dos meses, el álbum obtuvo la certificación de disco platino por parte de la Recording Industry Association of America (RIAA) por vender un millón de copias. El álbum ha vendido 2.085.000 copias en Estados Unidos hasta abril de 2014 y 3 millones en todo el mundo. En Canadá, el álbum debutó en el número dos, y alcanzó el puesto número uno durante dos semanas consecutivas.
Hannah Montana: The Movie hizo su debut en la lista de álbumes de Nueva Zelanda de RMNZ en el número once y finalmente encabezó la lista durante una semana. Fue certificado platino por la Asociación de la Industria Discográfica de Nueva Zelanda (RIANZ) por vender 15.000 copias. En Australia, la banda sonora alcanzó el puesto número seis y fue certificada platino por la Asociación Australiana de la Industria Discográfica (ARIA), vendiendo más de 70.000 copias. En España, el álbum debutó en el puesto dieciocho y alcanzó el puesto número uno durante cuatro semanas. Posteriormente, el álbum fue certificado platino por los Productores de Música de España por la venta de 80.000 copias. En Austria, la banda sonora alcanzó el puesto número uno durante una semana y finalmente obtuvo la certificación de oro por ventas superiores a 10.000. Hannah Montana: The Movie también encabezó la lista portuguesa y alcanzó el top veinte de las listas en Bélgica, Dinamarca, México, Noruega, Polonia, Suecia y Suiza.

## Lista de canciones
| Hannah Montana: The Movie |                                            | |                               |          |  |
| N.º                       | Título                                     | Escritor(es)                                                                                                | Intérprete(s)                 | Duración |  |
| 1.                        | «You'll Always Find Your Way Back Home»    | Taylor Swift, Martin Johnson                                                                                | Hannah Montana                | 3:44     |  |
| 2.                        | «Let's Get Crazy»                          | Colleen Fitzpatrick, Michael Kotch, Dave Derby, Michael "Smidi" Smith, Stefanie Ridel, Mim Nervo, Liv Nervo | Hannah Montana                | 2:35     |  |
| 3.                        | «The Good Life»                            | Matthew Gerrard, Bridget Benenate                                                                           | Hannah Montana                | 2:59     |  |
| 4.                        | «Everything I Want»                        | Steve Rushton                                                                                               | Steve Rushton                 | 3:53     |  |
| 5.                        | «Don't Walk Away»                          | Miley Cyrus, John Shanks, Hillary Lindsey                                                                   | Miley Cyrus                   | 2:48     |  |
| 6.                        | «Hoedown Throwdown»                        | Adam Anders, Nikki Hassman                                                                                  | Miley Cyrus                   | 3:02     |  |
| 7.                        | «Dream»                                    | Shanks, Kara DioGuardi                                                                                      | Miley Cyrus                   | 3:23     |  |
| 8.                        | «The Climb»                                | Jessi Alexander, Jon Mabe                                                                                   | Miley Cyrus                   | 3:55     |  |
| 9.                        | «Butterfly Fly Away»                       | Glen Ballard, Alan Silvestri                                                                                | Miley Cyrus y Billy Ray Cyrus | 3:10     |  |
| 10.                       | «Backwards» (versión acústica)             | Marcel, Tony Mullins                                                                                        | Rascal Flatts                 | 3:25     |  |
| 11.                       | «Back to Tennessee»                        | Billy Ray Cyrus Patty Pineda, Tamara Dunn, Matthew Wilder                                                   | Billy Ray Cyrus               | 4:12     |  |
| 12.                       | «Crazier»                                  | Taylor Swift, Robert Ellis Orrall                                                                           | Taylor Swift                  | 3:12     |  |
| 13.                       | «Bless the Broken Road» (versión acústica) | Bobby Boyd, Jeff Hanna, Marcus Hummon                                                                       | Rascal Flatts                 | 3:55     |  |
| 14.                       | «Let's Do This»                            | Derek George, Tim Owens, Adam Tefteller, Ali Theodore                                                       | Hannah Montana                | 3:32     |  |
| 15.                       | «Spotlight»                                | Scott Cutler, Anne Preven                                                                                   | Hannah Montana                | 3:07     |  |
| 16.                       | «Game Over»                                | Rushton, Antony Westgate, Nigel Clark                                                                       | Steve Rushton                 | 3:53     |  |
| 17.                       | «What's Not to Like»                       | Gerrard, Robbie Nevil                                                                                       | Hannah Montana                | 3:14     |  |
| 18.                       | «The Best of Both Worlds» (2009 Movie Mix) | Gerrard, Nevil                                                                                              | Hannah Montana                | 3:07     |  |
| 61:21                     |                                            | |                               |          |  |

| UK iTunes bonus track |                             |          |  |
| N.º                   | Título                      | Duración |  |
| 19.                   | «The Climb» (Country Remix) | 3:52     |  |

| Deluxe edition bonus content |                                           |          |  |
| N.º                          | Título                                    | Duración |  |
| 20.                          | «Inside Look» (video)                     |          |  |
| 21.                          | «The Climb» (music video)                 |          |  |
| 22.                          | «Let's Get Crazy» (music video)           |          |  |
| 23.                          | «How to Do the Hoedown Throwdown» (video) |          |  |

## Posicionamiento en listas
| País (Lista 2009)                     | Mejor posición | Ref    |
| ------------------------------------- | -------------- | ------ |
| Alemania (GfK)                        | 6              | [ 45 ] |
| Australia (ARIA Charts)               | 6              | [ 46 ] |
| Austria (Ö3 Austria)                  | 1              | [ 47 ] |
| Bélgica (Ultratop Flandes)            | 54             | [ 48 ] |
| Bélgica (Ultratop Valonia)            | 18             | [ 49 ] |
| Brasil (Brazil Top 10 Albums ABPD)    | 2              | [ 50 ] |
| Canadá (Billboard Canadian Albums)    | 1              | [ 51 ] |
| Dinamarca (Hitlisten)                 | 9              | [ 52 ] |
| España (PROMUSICAE)                   | 1              | [ 53 ] |
| Estados Unidos (Billboard 200)        | 1              | [ 54 ] |
| Estados Unidos (Comprehensive Albums) | 1              |        |
| Estados Unidos (Kid Albums)           | 1              | [ 55 ] |
| Estados Unidos (Soundtracks)          | 1              | [ 56 ] |
| Estados Unidos (Top Country)          | 1              | [ 57 ] |
| Europa (Top 100 Albums)               | 8              |        |
| Finlandia (Suomen virallinen lista)   | 26             | [ 58 ] |
| Francia (SNEP)                        | 32             | [ 59 ] |
| Hungría (Mahasz)                      | 2              | [ 60 ] |
| México (AMPROFON)                     | 3              | [ 44 ] |
| Noruega (VG-lista)                    | 2              | [ 61 ] |
| Nueva Zelanda (RMNZ)                  | 1              | [ 62 ] |
| Polonia (OLiS)                        | 3              | [ 63 ] |
| Portugal (AFP)                        | 1              | [ 64 ] |
| Suecia (Sverigetopplistan)            | 9              | [ 65 ] |
| Suiza (Schweizer Hitparade)           | 13             | [ 66 ] |

| País (Lista 2009)                      | Mejor Posición | Ref.   |
| -------------------------------------- | -------------- | ------ |
| Alemania (GfK)                         | 30             | [ 67 ] |
| Australia (ARIA)                       | 15             | [ 68 ] |
| Austria (Ö3 Austria)                   | 14             | [ 69 ] |
| Canadá (Billboard)                     | 10             | [ 70 ] |
| Dinamarca (Hitlisten)                  | 77             | [ 71 ] |
| Europa (Billboard)                     | 33             | [ 72 ] |
| Hungría (MAHASZ)                       | 21             | [ 73 ] |
| México (Top 100 Mexico)                | 54             | [ 74 ] |
| Nueva Zelanda (RMNZ)                   | 12             | [ 75 ] |
| España (PROMUSICAE)                    | 14             | [ 76 ] |
| Suiza (Schweizer Hitparade)            | 58             | [ 77 ] |
| Estados Unidos (Billboard 200)         | 5              | [ 78 ] |
| Estados Unidos (Billboard Top Country) | 3              | [ 79 ] |
| Estados Unidos (Billboard Soundtracks) | 2              | [ 80 ] |
| País (Lista 2010)                      | Mejor posición | Ref    |
| Estados Unidos (Billboard 200)         | 107            | [ 81 ] |
| Estados Unidos (Billboard Top Country) | 16             | [ 82 ] |
| Estados Unidos (Billboard Soundtracks) | 10             | [ 83 ] |

| País (Lista 2000–2009)                 | Mejor Posición | Ref.   |
| -------------------------------------- | -------------- | ------ |
| Estados Unidos (Billboard Soundtracks) | 14             | [ 84 ] |

## Certificaciones
| País           | Organismo certificador | Certificación | Ventas certificadas | Ref.   |
| Alemania       | BVMI                   | Oro           | 100 000             | [ 85 ] |
| Australia      | ARIA                   | Platino       | 70 000              | [ 39 ] |
| Austria        | IFPI                   | Platino       | 20 000              | [ 43 ] |
| Brasil         | Pro-Música Brasil      | Oro           | 30 000              | [ 86 ] |
| España         | PROMUSICAE             | Oro           | 40 000              | [ 41 ] |
| Estados Unidos | RIAA                   | 2× Platino    | 2 000               | [ 33 ] |
| GCC            | IFPI Medio Oriente     | Platino       | 6 000               | [ 87 ] |
| Irlanda        | IRMA                   | Platino       | 15 000              | [ 88 ] |
| México         | AMPROFON               | Platino       | 80 000              | [ 89 ] |
| Nueva Zelanda  | RMNZ                   | 2× Platino    | 30 000              | [ 38 ] |
| Portugal       | AFP                    | Platino       | 20 000              | [ 90 ] |
| Reino Unido    | BPI                    | Oro           | 100 000             | [ 91 ] |